# Mino (miasto)
Mino (jap. 美濃市 Mino-shi) – miasto w prefekturze Gifu, na wyspie Honsiu, w Japonii.

## Położenie
Miasto leży w centralnej części prefektury Gifu nad rzeką Nagara. W Mino od 1300 lat jest produkowany papier washi. W Mino działa 40 zakładów, które go produkują. Spośród nich 5 wytwarza honminoshi, który znalazł się na liście dziedzictwa kulturowego UNESCO. Wcześniej, bo w 1969 roku, papier ten został uznany za japońskie dziedzictwo narodowe.
Najwyższy szczyt znajdujący się w granicach administracyjnych miasta to Fukube-ga-take o wysokości 1163 m n.p.m.

## Zabytki
- Kosaka-ke Residence – wytwórnia sake. Budynek powstał w 1772 roku, o czym świadczy tabliczka modlitewna z 1773 roku, umieszczona nad wejściem do głównego budynku. Najcenniejszy jest dach mukuri-yane (dach nieznacznie zakrzywiony) z trzema udatsu[3]. Udatsu powstały jako zapora ogniowa na krawędzi dachu domu, a z czasem stały się symbolem bogactwa i sukcesu. Jest uznawana za zabytek[7].
- Chram Oyada – powstał w III wieku p.n.e. Wiosną i jesienią podczas Hinkoko Matsuri Japończycy modlą się o dobre żniwa. Obok rośnie las japońskich klonów górskich (yama-momiji) nazwany Oyada Momiji-dani[3].
- Kawaminato Tōdai – latarnia morska zbudowana w  XVIII w. (późny okres Edo) w porcie rzecznym. Służyła statkom poruszającym się po rzece Nagara[8].
- Most Mino – najstarszy w Japonii nowoczesny most wiszący, który został ukończony w 1916 roku. Ma długość 116 metrów[3].
- Muzeum Mino-Washi – muzeum prezentuje różne rodzaje papieru washi, proces produkcji papieru i wykorzystywane do tego narzędzia[3].
- Chram Suhara – chram poświęcony bogu rolnictwa[9].

## Chiune Sugihara
W Mino urodził się Chiune Sugihara (1900–1986), japoński dyplomata, który udzielił pomocy kilku tysiącom Żydów, chcącym uciec z terytorium Litwy po rozpoczęciu jej okupacji przez Armię Czerwoną 15 czerwca 1940 roku, a przed formalną aneksją Litwy przez ZSRR (3 sierpnia 1940) i likwidacją konsulatu Cesarstwa Japonii w Kownie, gdzie pełnił funkcję konsula.